# Чикатуєв Мікаель Хаджійович
Мікаель Хаджійович Чикатуєв (3 травня 1938, аул Малоабазинка Черкеської АО (нині в Адиге-Хабльському районі Карачаєво-Черкесії), РРФСР — 21 березня 2014) — народний поет Карачаєво-Черкесії, член Спілки письменників СРСР (1962).
У 1944 році пішов у перший клас Малоабазинської школи, але провчився там всього два роки, так як в 1946 році родина переїхала в Ельбурган, а в 1950-му — в Інжич-Чукун.
У 1952 році, закінчивши семирічку з похвальною грамотою вступив в обласну національну школу-інтернат.
Після закінчення школи вступив на історико-філологічний факультет Ставропольського педагогічного інституту. Після першого курсу здав документи в Літературний інститут ім. М. Горького в Москві і, успішно витримавши конкурс, став його студентом.
Навчався у відомого поета Володимира Луговського, а потім — у В. Д. Захарченко. Був першим студентом і випускником Літературного інституту з Карачаєво-Черкесії.
У 1961 році закінчив Літературний інститут, рік викладав у Карачаївському педінституті, а після входження до складу Спілки письменників СРСР, в 1962 році, перейшов на роботу в редакцію національної газети.
З 1964 року працював редактором обласного книжкового видавництва, заступником відповідального секретаря обласної письменницької організації, літературним консультантом, потім знову у видавництві, в науково-дослідному інституті.